# Ferdinand Zechmeister
Ferdinand Zechmeister (* 22. Dezember 1927; † 30. November 1998) war ein österreichischer Fußballspieler. 

## Karriere
Ferdinand Zechmeister begann seine Profikarriere in der österreichischen Hauptstadt und war insgesamt fünf Jahre lang für den Post SV Wien, den Wiener AC sowie den Wiener Sport-Club am Ball. Von 1951 ab trug er das Trikot vom Linzer ASK in der Staatsliga A und wurde 1953 das erste Mal in die österreichische Nationalmannschaft berufen. In der Saison 1954/55 stieg Zechmeister mit dem Verein aus dieser ab, demzufolge  spielte er in der Folgesaison in der zweithöchsten Spielklasse des österreichischen Fußballs, der Staatsliga B. Die Mannschaft konnte die Saison nicht auf einem Aufstiegsplatz beenden und Zechmeister wechselte nach Stuttgart zu den Stuttgarter Kickers. Jedoch stieg der Österreicher auch mit den Kickers nach zwei Spielzeiten in der erstklassigen Oberliga Süd ab. Im Folgejahr trug Zechmeister maßgeblich mit 18 Toren in 34 Spielen zum direkten Wiederaufstieg bei. In der Saison 1959/60 konnte er allerdings nur acht Einsätze verzeichnen und kehrte mit Saisonende wieder nach Linz zurück. 
Mit einem Spiel im Europapokal der Pokalsieger 1963 gegen Dinamo Zagreb, sowie dem Doublegewinn von österreichischer Meisterschaft und Pokal, konnte Zechmeister in dieser Zeit die größten Erfolge in seiner fußballerischen Karriere verzeichnen.

## Sonstiges
Im November 2008 wurde Zechmeister zum Jahrhundertspieler des Linzer ASK gewählt.